# Šukrija Kurtović
Šukrija Kurtović (20. července 1890 Gacko, Bosna a Hercegovina – 24. července 1973 Sarajevo, Socialistická federativní republika Jugoslávie) byl bosenskohercegovský politik a úředník bosňáckého původu. Rodné jméno bývá někdy uváděno ve tvaru Šućrija.

## Život
V Mostaru vystudoval vyšší gymnázium (maturoval 1910), nato ve Vídni absolvoval právnickou fakultu. Již v mladickém věku přilnul k jihoslovanské myšlence, stavící se proti existenci Rakouska-Uherska a horující pro vznik společného státu Jihoslovanů na Balkáně. Sám se považoval za Srba islámské víry a všemožně podporoval srbsko-muslimské sblížení. Na začátku první světové války uprchl do Ruska, kde založil zvláštní četu složenou z 200 muslimů. Ta následně bojovala na soluňské frontě.
Jeho pokusy vstoupit i do politického kolbiště, zejména prostřednictvím periodika Budućnost (Budoucnost), vydávaného Hasanem Hodžićem a redigovaného samotným Šukrijou v letech 1919–1920, ale byly neúspěšné. Mezi lety 1919 a 1920 byl Šefkija Kurtović členem Prozatímního národního zastupitelství Království Srbů, Chorvatů a Slovinců (Privremeno narodno predstavništvo Kraljevstva Srba, Hrvata i Slovenaca), parlamentu nového jihoslovanského státu, ale ve volbách do konstituanty roku 1920 jeho Muslimská malorolnická strana (Muslimanska težačka stranka) zcela propadla a krátce nato zanikla. Stějně dopadl i stranický tiskový orgán Glas težaka (Hlas malorolníka, 1920).
Po skončení války byl spolu se svým bratrem Alijou (1880–1956) aktivní v muslimském podpůrném spolku Gajret (Úsilí), který již od roku 1909 zastával prosrbské postoje a nyní měl být nástrojem srbizace muslimské mládeže. Sám Alija v letech 1920 až 1923 zastával post předsedy Gajretu, zatímco Šukrija vedl jeho stejnojmenný časopis (č. 1/1921–č. 6/1922). Když členstvo spolku roku 1923 vybralo za nového předsedu Avdu Hasanbegoviće, ostatně Šukrijova a Alijova příbuzného, bratři Kurtovićové se ze sdružení nadobro stáhli. Roku 1929 Šukrija veřejně odsoudil přejmenování Gajretu, jímž se dávala jednoznačně najevo jeho prosrbská orientace. Dlouhá léta se živil jako inspektor ve dřevozpracujícím závodu Šipad.
Kurtović roku 1929 otevřeně podpořil zavedení diktatury krále Alexandra I. v Jugoslávii. Roku 1931 kandidoval na jednotné vládní kandidátce generála Petra Živkoviće v Zetské bánovině za obvod Foča a Pljevlja. Poslanecký mandát získal a následně obhájil i ve volbách roku 1935, tehdy ale již na kandidátce Jugoslávské národní strany. Dalšího volebního klání roku 1938 se neúčastnil.
Za druhé světové války podporoval partyzánské hnutí. Roku 1950 krátce působil na postu ředitele Archivu města Sarajeva, ale pro nemoc se místa vzdal. V této době se stal otevřeným kritikem Iva Andriće, jehož díla považoval za zhmotnění ideologie nenávisti vůči muslimům. Ještě před udělením Nobelovy ceny za literaturu se pokoušel uveřejnit svůj kritický elaborát v některém z islámských tiskovin v Bosně a Hercegovině, ale nezúspěšně. Jeho práci nakonec roku 1961 otiskly exilové noviny Adila Zulfikarpašiće Bosanski pogledi, a to pod názvem Na Drini ćuprija i Travnička hronika od Ive Andrića u svjetlu bratstva i jedinstva (Most přes Drinu a Travnická kronika Iva Andriće ve světle bratrství a jednoty).
Šukrija se oženil se Srbkou Marou Aćimović, s ním přivedl na svět syny Husniju (1926–2017), profesora akustiky, a Omera.

## Dílo
Publicistika
- O nacionalizovanju muslimana (O nacionalizaci muslimů, Sarajevo 1914)